# Giannis Apostolakis
Giannis M. Apostolakis (griechisch Γιάννης Μ. Αποστολάκης; * 1886 in Kalamata; † 3. April 1947 in Athen) war ein griechischer Neogräzist.
Apostolakis studierte Philologie in Athen und Berlin. Er gehörte in der griechischen Sprachfrage zu den bedeutenderen Vertretern der Dimotiki. Zunächst arbeitete er im mittleren Bildungswesen, dann ab 1917 im Volkskundlichen Archiv der Akademie von Athen und wurde schließlich 1926 zum Professor für neugriechische Philologie an der Universität Thessaloniki ernannt. Nach seinem Rücktritt blieb der Lehrstuhl zunächst vakant.
Apostolakis arbeitete zur neugriechischen Literatur, etwa zu Aristotelis Valaoritis und Krystallis, insbesondere jedoch zum Volkslied.

## Schriften (Auswahl)
- Η ποίησις στη ζωή μας (1929). – „Die Dichtung in unserem Leben“
- Τα δημοτικά τραγούδια (1929). – „Die Volkslieder“
- Τα τραγούδια μας (1934). – „Unsere Lieder“
- Αριστοτέλης Βαλαωρίτης (1936). – „Aristoteles Valaoritis“
- Ο Κρυστάλλης και το δημοτικό τραγούδι (1937). – „Kristallis und das Volkslied“
- Το τραγούδι της Αγίας Σοφίας (1939). – „Das Lied der Heiligen Sophia“
- Το κλέφτικο τραγούδι και η τεχνική του (1946). – „Das Kleftenlied und seine Technik“